# Yven Sadoun
Pour les articles homonymes, voir Sadoun.
Yven Sadoun (né le 21 novembre 1979 à Charenton-le-Pont dans le  Val-de-Marne) est un joueur professionnel franco-algérien de hockey sur glace.

## Carrière en club
Yven Sadoun débute avec l'équipe première des Jets de Viry durant la saison 1996-1997. En 1998-1999 il reçoit le trophée Jean-Pierre-Graff récompensant le meilleur espoir de la saison en Ligue Magnus.
En 2000, il rejoint son frère Loïc à Reims. À l'issue de la saison 2000-2001, il est sacré Champion de France. Deux ans plus tard, il part à Brest où il restera 2 saisons. Il jouera ensuite respectivement pour Grenoble, Chamonix puis Angers avant de s'installer à Rennes en Division 3.

## Carrière au niveau international
Yven Sadoun représenta l'Équipe de France de hockey sur glace au niveau international lors des compétitions suivantes :
- Championnat d'Europe junior de hockey sur glace en 1997.
- Championnat du monde junior de hockey sur glace en 1998 et en 1999.
- Championnat du monde de hockey sur glace en 2001 et en 2002 et 2003.

## Parenté dans le sport
Son frère Loïc est également joueur de hockey sur glace.

## Statistiques en club
Pour les significations des abréviations, voir Statistiques du hockey sur glace.
| Saison    | Équipe                        | Ligue        |    | Saison régulière | Saison régulière | Saison régulière | Saison régulière | Saison régulière |   | Séries éliminatoires | Séries éliminatoires | Séries éliminatoires | Séries éliminatoires | Séries éliminatoires |
| Saison    | Équipe                        | Ligue        | PJ | B                | A                | Pts              | Pun              | PJ               | B | A                    | Pts                  | Pun                  |                      |                      |
| 1996-1997 | Jets de Viry                  | Ligue Magnus | 23 | 1                | 6                | 7                | 23               |                  |   |                      |                      |                      |                      |                      |
| 1997-1998 | Viry                          | Ligue Magnus | 26 | 12               | 10               | 22               | 20               |                  |   |                      |                      |                      |                      |                      |
| 1998-1999 | Viry                          | Ligue Magnus | 33 | 12               | 3                | 15               | 24               |                  |   |                      |                      |                      |                      |                      |
| 1999-2000 | Viry                          | Ligue Magnus | 23 | 12               | 14               | 26               | --               |                  |   |                      |                      |                      |                      |                      |
| 2000-2001 | Hockey Club de Reims          | Ligue Magnus | 27 | 5                | 10               | 15               | --               | 11               | 9 | 3                    | 12                   | --                   |                      |                      |
| 2001-2002 | Reims                         | Ligue Magnus | -- | 16               | 9                | 25               | --               |                  |   |                      |                      |                      |                      |                      |
| 2002-2003 | Brest Albatros Hockey         | Ligue Magnus | 26 | 13               | 12               | 25               | 98               |                  |   |                      |                      |                      |                      |                      |
| 2003-2004 | Brest                         | Ligue Magnus | 26 | 5                | 10               | 15               | 42               | 8                | 2 | 3                    | 5                    | 42                   |                      |                      |
| 2004-2005 | Brûleurs de loups de Grenoble | Ligue Magnus | 26 | 7                | 7                | 14               | 30               | 12               | 0 | 1                    | 1                    | 20                   |                      |                      |
| 2005-2006 | Grenoble                      | Ligue Magnus | 21 | 7                | 5                | 12               | 22               | 7                | 1 | 2                    | 3                    | 2                    |                      |                      |
| 2006-2007 | Chamois de Chamonix           | Ligue Magnus | 26 | 17               | 10               | 27               | 16               | 5                | 1 | 3                    | 4                    | 4                    |                      |                      |
| 2007-2008 | Ducs d'Angers                 | Ligue Magnus | 26 | 4                | 3                | 7                | 4                | 8                | 2 | 0                    | 2                    | 18                   |                      |                      |
| 2008-2009 | Angers                        | Ligue Magnus | 25 | 3                | 3                | 6                | 10               | 10               | 0 | 0                    | 0                    | 10                   |                      |                      |
| 2009-2010 | Cormorans de Rennes           | Division 3   | 14 | 25               | 12               | 37               | 52               | -                | - | -                    | -                    | -                    |                      |                      |
| 2010-2011 | Cormorans de Rennes           | Division 3   | 12 | 11               | 17               | 28               | 40               | -                | - | -                    | -                    | -                    |                      |                      |
| 2011-2012 | Cormorans de Rennes           | Division 3   | 11 | 12               | 11               | 23               | 35               | 2                | 1 | 3                    | 4                    | 2                    |                      |                      |
| 2012-2013 | Cormorans de Rennes           | Division 3   | 13 | 13               | 19               | 32               | 70               | 2                | 5 | 0                    | 5                    | 0                    |                      |                      |
| 2013-2014 | Cormorans de Rennes           | Division 3   | 12 | 7                | 13               | 20               | 48               | -                | - | -                    | -                    | -                    |                      |                      |
| 2014-2015 | Cormorans de Rennes           | Division 3   | 13 | 7                | 10               | 17               | 36               | -                | - | -                    | -                    | -                    |                      |                      |
| 2015-2016 | Cormorans de Rennes           | Division 3   | 13 | 10               | 10               | 20               | 53               | -                | - | -                    | -                    | -                    |                      |                      |
| 2019-2020 | Cormorans de Rennes           | Division 3   | 14 | 7                | 8                | 15               | 18               | -                | - | -                    | -                    | -                    |                      |                      |

### Statistiques au niveau international
| Année | Équipe | Compétition                 |   | PJ | B | A | Pts | Pun                                |  | Résultats |
| 1997  | France | Championnat d'Europe junior | 6 | 2  | 0 | 2 | 8   | Sixième du Groupe B                |  |           |
| 1998  | France | Championnat du monde junior | 6 | 2  | 3 | 5 | 6   | Sixième du Groupe B                |  |           |
| 1999  | France | Championnat du monde junior | 5 | 3  | 2 | 5 | 4   | Septième du Groupe B               |  |           |
| 2001  | France | Qualifications olympiques   | 3 | 0  | 0 | 0 | 0   | Deuxième du Groupe B               |  |           |
| 2001  | France | Championnat du monde        | 5 | 0  | 0 | 0 | 2   | Deuxième du Groupe A de Division I |  |           |
| 2002  | France | Championnat du monde        | 5 | 0  | 0 | 0 | 2   | Deuxième du Groupe A de Division I |  |           |
| 2003  | France | Championnat du monde        | 5 | 1  | 2 | 3 | 2   | Premier du Groupe B de Division I  |  |           |

## Trophée et honneurs personnels
- trophée Jean-Pierre-Graff en 1998-1999.
- Champion de France en 2001-2002.
- Champion du Monde en 2003.
- Vice-champion du monde en 2001 et 2002.